# Alban Collignon
Pour les articles homonymes, voir Collignon.
Alban Collignon, né le 17 mai 1876 à Malines et mort le 31 octobre 1955 à Bruxelles, est un journaliste sportif belge. Il fut également organisateur de courses cyclistes et président de l'Union cycliste internationale de 1939 à 1947.